# Gymnomitrion obtusum
Gymnomitrion obtusum là một loài Rêu trong họ Gymnomitriaceae. Loài này được (Lindb.) Pearson mô tả khoa học đầu tiên..